# Леонтьев, Иван Леонтьевич
Ива́н Лео́нтьевич Лео́нтьев (6 (18) января 1856 — 4 (17) апреля 1911) — российский писатель
 и драматург; псевдоним Иван Щеглов.

## Биография
Родился 6 (18) января 1856 года в Санкт-Петербурге в дворянской семье Леонтьевых. Но с трёх лет «по бедности родителей» воспитывался в семье деда, барона В. К. Клодта фон Юргенсбурга. Учился в 1866—1874 годах, сначала — во 2-й Петербургской военной гимназии, затем — в 1-м Павловском военном училище.
В 1874 году был произведён в офицеры, служил в артиллерии в Крыму и Бессарабии; в 1877 году был участником кавказской кампании русско-турецкой войны. В 1878—1883 годах служил в Петербурге, — в Главном артиллерийском управлении. В 1883 году по болезни вышел в отставку капитаном и занялся исключительно литературным трудом.
Жил в Санкт-Петербурге, а в мае 1892 года переехал во Владимир, где поселился в доме на улице Студёная гора.
Умер 4 (17) апреля 1911 года. Точных сведений о месте захоронения нет.
Был женат, но после 18-ти лет брака разошёлся с женой.

## Литературное творчество
Его первым напечатанным произведением была заметка, подписанная «И. Неволин», о землетрясении в Севастополе (Санкт-Петербургские ведомости. — 20 июля 1875). На драматургическом поприще он появился с одноактными произведениями: шуткой «Влюблённый майор», написанной осенью 1877 года в походной палатке, в лагере под Кюрюк-Дара; и комедией «Граждане», написанной «под непосредственным влиянием „Ревизора“» (Театральная библиотека. — 1879. — № 2).
Глубокое знание армейского быта определили успех его военных очерков, опубликованных в 1881 году в ряде известных литературных журналов, в том числе в «Отечественных записках» и в «Вестнике Европы» («Поручик Поспелов», «Неудачный герой», «Идиллия», «Корделия», «Миньона») — отдельное издание (СПб.: тип. М. М. Стасюлевича, 1887. — 380 с); обратил на себя внимание превосходный рассказ из военной жизни, написанный ещё в 1881 году — «Первое сражение» («Новое обозрение»). Спустя несколько лет рецензенты сборника военных рассказов Ивана Щеглова отмечали правдивость, искренность, «задушевную улыбку» автора, указывали на продолжение традиций Л. Н. Толстого и В. М. Гаршина, на внимание к «простым людям, просто и бесхитростно наслаждающимся сколько-нибудь светлым моментом своей серенькой, однообразной жизни» (Арсеньев К. К. Беллетристы последнего времени // Вестник Европы. — 1887. — № 12).
Леонтьев описывал свой литературный труд так: «Печатал сравнительно мало, всегда много времени тратил на обдумку моего произведения и затем на его отделку и, не претендуя на разрешение мировых задач, следовал морали известной крыловской басни: „Пой лучше хорошо щеглёнком, чем худо соловьём“…». Отсюда и был извлечён его писательский псевдоним «Щеглов» — первоначально, как он писал в автобиографии, изобретённый им по необходимости его служебного положения.
В начале 1890-х годов Щеглов, пытаясь найти идейную опору, предпринял несколько поездок по «святым местам»; результатом стали произведения о «духовных пастырях»: «Оптинский старец о. Амвросий» (М., 1892); «У отца Иоанна Кронштадтского: (рассказ очевидца)» (СПб.: тип. А. Ф. Маркса, 1892).
Полное расхождение Леонтьева с кружками, приветствовавшими его дебюты, произошло по напечатании им двух повестей «Убыль души»  («Русское обозрение», 1892) и «Около истины» («Русский вестник», 1892), где он напал на толстовство и на деятельность «Посредника».
С этого времени Леонтьев специализируется на юмористическом рассказе и драматургии. В журналах и отдельно им напечатаны романы: «Миллион терзаний» и «Гордиев узел» (СПб., 1887), рассказы: «Дачный муж, его похождения, наблюдения и разочарования», «Сквозь дымку смеха», «Военные очерки», «Смех жизни», пьесы: «В горах Кавказа», «Мамаево нашествие», «Женская чепуха», «Господа театралы», «Театральный воробей», «Чудак», «Турусы на колесах», «Гастролерша», «Затерянный мудрец» и др. Роман «Гордиев узел» А. П. Чехов назвал «трудом капитальным».
Юмор Леонтьева был скорее постоянной шутливостью, скользившей по поверхности явлений. Его пьесы, при его жизни не сходившие со сцены, передвинулись теперь в репертуар любительский. Отсутствие идейного начала и элементов сатиры в его юмористических рассказах низводит большую их часть до уровня «легкого» чтения (за которое критиковался лично Чеховым, с которым был хорошо знаком); лучшим в его наследстве остаются его первые военные рассказы, полные наблюдательности, знания быта и сердечности.
Своё истинное призвание он видел всё-таки в драматургии. Первые его пьесы имели значительный успех: надолго вошла в репертуар комедия «В горах Кавказа. Картинки минеральных нравов» (1884; СПб., 1895; СПб., 1901). Всеобщее признание получила комедия «Дачный муж» (1886), первоначально — цикл юморесок о петербургском чиновнике, замученном и службой, и житейскими дрязгами, и вздорными капризами жены. Пьеса провалилась в Москве в театре Ф. А. Корша (30 сентября 1888), но была восторженно принята в Петербурге и в провинции — выражение «Дачный муж» даже стало нарицательным. По мнению А. П. Чехова, «пьеса написана небрежно… „Дачный муж“ хочет и смешить, и трагедией пахнуть, и возводить турнюр на высоту серьёзного вопроса». Действительно, большинству пьес Ивана Щеглова были свойственны самоценная развлекательность и упрощённое морализаторство, но лучшие из них были остроумны и наблюдательны. Щегловым также были сделаны переводы драмы Бальзака «Мачеха» (1893) и комедии Э. Пальерона «Супружеская идиллия».
С середины 1890-х годов творческий потенциал Щеглова снизился; в 1903 году Чехов отмечал: «Щеглов (автор военных рассказов)… забыт». Творческий спад сопровождался житейскими невзгодами и подорванным здоровьем. В это время он собирал воспоминания о Гоголе (Гоголь Николай Васильевич. Избранные мысли и отрывки из сочинений Гоголя, его писем и воспоминаний о нём. Собрал Ив. Щеглов. — СПб., 1887.) и Пушкине, разыскивал памятные места, обратился к изучению творчества Гоголя. Появились книги «Новое о Пушкине (Дорожные впечатления и кабинетные заметки)» (СПб., 1902) и «Подвижник слова : Новые материалы о Н. В. Гоголе» (СПб.: «Мир» В. Л. Богушевского, 1909. — 178 с.). В год его смерти в полном виде вышло капитальное исследование «Народный театр» (СПб.: А. С. Суворин. — 395 с.).

## Рекомендуемая литература
- Орлов Э. Д. «Мой любовник — Антон Чехов» (Несколько замечаний о пародии И. Л. Леонтьева-Щеглова) // Чеховиана. Из века ХХ в XXI: итоги и ожидания. — М.: Наука, 2007. — С. 263—268. (2015 — «Мой любовник — Антон Чехов (Из воспоминаний г-жи Мурашкиной о Чехове)». Режиссёр — Александр Власов. Производство Государственный литературный музей).